# Buttenheim

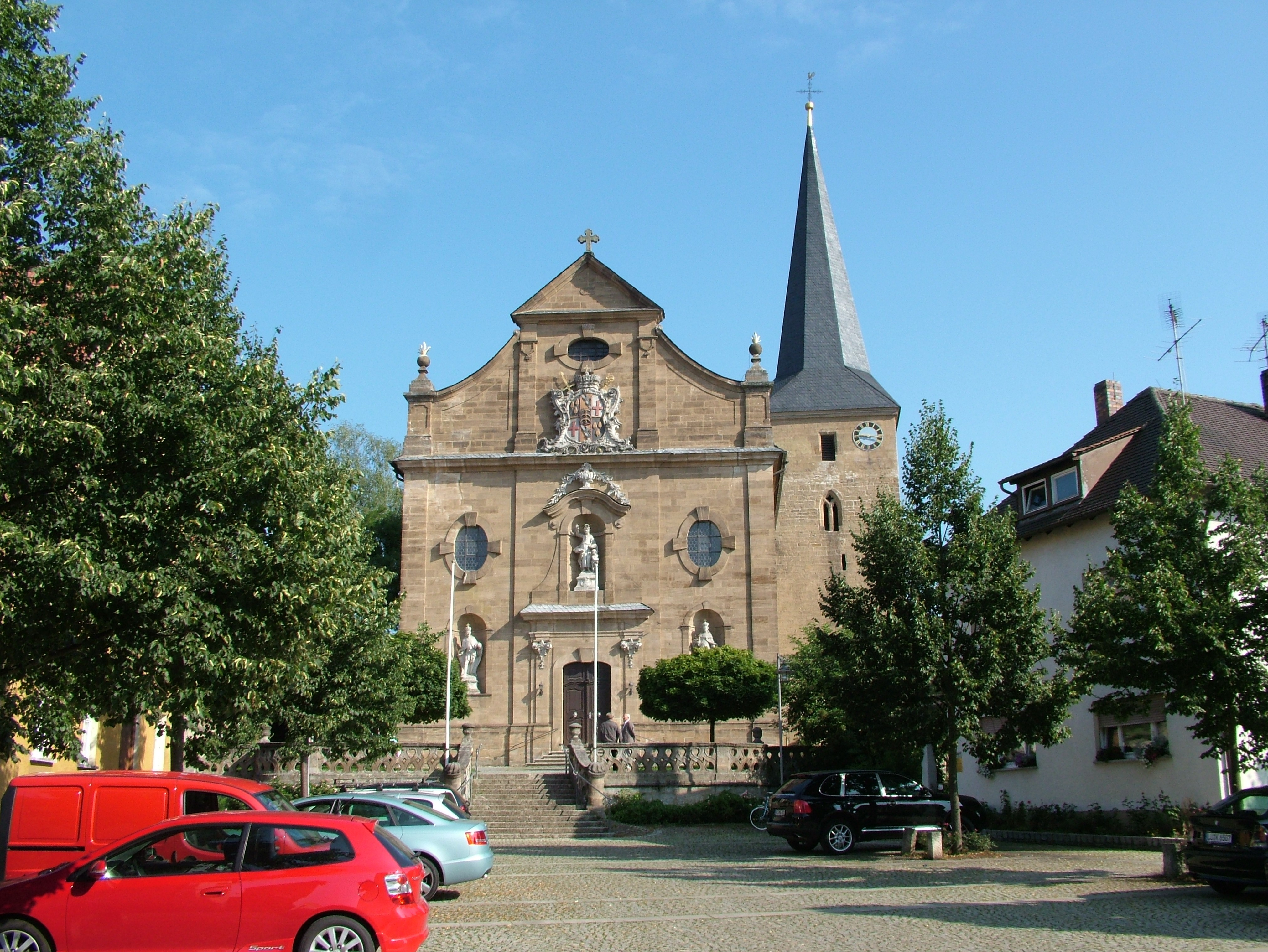
Buttenheim

Buttenheim este o comună-târg din districtul  Bamberg, regiunea administrativă Franconia Superioară, landul Bavaria, Germania.